# Luhden
Luhden er en by og kommune i det nordvestlige Tyskland med 1119 indbyggere (2018-12-31), beliggende i den sydvestlige del af Samtgemeinde Eilsen under Landkreis Schaumburg. Denne landkreis ligger i delstaten Niedersachsen.

## Geografi
Kommunen er beliggende lige sydvest for Bad Eilsen, og motorvejen A2 fra Hannover til Ruhrområdet går øst-vest gennem sydenden af kommunen.